# لورا إغليسياس روميرو
لورا إغليسياس روميرو (بالإسبانية: Laura Iglesias Romero)‏ هي فيزيائية وكيميائية إسبانية، ولدت في 1926 في Benavente, Zamora ‏ في إسبانيا.